# Basgrupp
En basgrupp är en antiauktoritärt och icke-hierarkiskt uppbyggd organisationsform, som var relativt vanlig på 1970-talet.
En basgrupp består som regel av fem till tio personer som bedriver ett politiskt samarbete, men också odlar personliga relationer. Vid basgruppens möten har alla möjlighet att komma med inlägg och synspunkter. I Danmark använde Rødstrømperne basgrupper i sitt arbeta för att medvetandegöra om kvinnoförtryck. Även inom svensk feminism arbetade man så på det lokala planet, exempelvis i Grupp 8. Inom polyvärlden, där folk lever med flera samtidiga relationer baserade på samtycke, används basgrupper som stödfunktion. Deltagarna ska inte ha emotionella band inbördes och hjälper varandra bolla om livet utanför normen. I en Facebookgrupp annonserar deltagarna ibland efter nya basgruppmedlemmar.

### Källnoter
1. ↑  Förändra världen, starta en basgrupp! Arkiverad 16 februari 2022 hämtat från the Wayback Machine., arrangemang av Nordisk kulturkontakt, 2017.